# Det Gyldne Tempel
Det Gyldne Tempel eller Harmandir Sahib eller Hari Mandir (punjabi: ਹਰਿਮੰਦਰ ਸਾਹਿਬ) er sikhernes helligdom i Amritsar, Indien. Det blev bygget i 1600-tallet af Guru Arjan Dev. I 1802 blev det restaureret af Maharaja Ranjit Singh, som lod taget beklæde med forgyldte kobberplader, deraf navnet. Templet er sikhernes vigtigste helligdom. Her opbevares deres hellige bog Guru Granth Sahib eller Adi Granth. Det Gyldne Tempel var i 1984 centrum for en konflikt mellem sikh-nationalister og regeringstropper. Det blev brugt som fæstning af militante sikher og blev stormet af den indiske hær i juni samme år med tabet af ca. 1000 menneskeliv.